# Etheldred Benett
Etheldred Benett, född 1776, död 1845, var en brittisk geolog.  Hon har ibland kallats världens första kvinnliga geolog. Hon samlade och studerade fossil i sydvästra England från 1809 och framåt, och hennes fossilsamling betraktades som en av världens största under hennes samtid. Gideon Mantell gav ett ammonitfossil från Krita (geologi) namnet Hoplites bennettiana efter henne.